# Attack Decay Sustain Release
Attack Decay Sustain Release — дебютный студийный альбом английской электронной группы Simian Mobile Disco (Джеймс Шоу и Джеймс Форд), изданный 18 июня 2007 года на лейбле Wichita Recordings. Альбом получил положительные отзывы музыкальной критики и интернет-изданий. Он достиг 11-го места в американском чарте Dance/Electronic Albums и 59-й позиции в хит-параде альбомов Великобритании.

## Отзывы
| Совокупная оценка    | Совокупная оценка |
| Источник             | Оценка            |
| -------------------- | ----------------- |
| Metacritic           | 73/100            |
| Оценки критиков      |                   |
| Источник             | Оценка            |
| AllMusic             | [ 2 ]             |
| Alternative Press    | [ 3 ]             |
| The A.V. Club        | B−                |
| The Boston Phoenix   | [ 5 ]             |
| Entertainment Weekly | B                 |
| The Guardian         | [ 7 ]             |
| MusicOMH             | [ 8 ]             |
| NME                  | 8/10              |
| Pitchfork            | 8.4/10            |
| Spin                 | [ 11 ]            |

Альбом получил положительные отзывы музыкальной критики и интернет-изданий.
Джон Буш из AllMusic отметил, что «Attack Decay Sustain Release обладает сырым вкусом лучших танцевальных записей 80-х и 90-х годов: кислотное хлюпанье красных линий, экстравертные вокальные партии, синти-поп баллады, которые просто источают драматизм, и продакшн, который заканчивается совсем не там, где начинался. Дебютный диск … в нём есть не только энергия, но и тонкость, и чутье».

## Список композиций
Слова и музыка всех песен — J. Shaw и J. Ford кроме указанных.
| №   | Название            | Автор(ы)            | Длительность |
| --- | ------------------- | ------------------- | ------------ |
| 1.  | «Sleep Deprivation» |                     | 4:59         |
| 2.  | «I Got This Down»   |                     | 4:09         |
| 3.  | «It's the Beat»     | Shaw Ford Ninja     | 3:22         |
| 4.  | «Hustler»           | Shaw Ford Johnson   | 3:42         |
| 5.  | «Tits & Acid»       |                     | 4:03         |
| 6.  | «I Believe»         | Shaw Ford Lord      | 3:18         |
| 7.  | «Hotdog»            | Shaw Ford Ninja     | 3:16         |
| 8.  | «Wooden»            |                     | 3:50         |
| 9.  | «Love»              | Shaw Ford B. Dobbin | 3:02         |
| 10. | «Scott»             |                     | 3:12         |

| №   | Название | Длительность |
| --- | -------- | ------------ |
| 11. | «Clock»  |              |
| 12. | «System» |              |

| №  | Название                                 | Длительность |
| -- | ---------------------------------------- | ------------ |
| 1. | «I Got This Down» (instrumental version) |              |
| 2. | «It's the Beat» (Dube for Annie Mac)     |              |
| 3. | «Hustler» (club version)                 |              |
| 4. | «I Believe» (SMD Space Dub)              |              |
| 5. | «Hot Dub»                                |              |
| 6. | «Wooden» (uncut)                         |              |

| №  | Название                                                | Длительность |
| -- | ------------------------------------------------------- | ------------ |
| 1. | «Clock»                                                 |              |
| 2. | «I Believe» (Pinch's "I Believe in Bass Therapy" remix) |              |
| 3. | «It's the Beat» (Masseymix)                             |              |
| 4. | «It's the Eat»                                          |              |

## Чарты
| Название                     | Детали                                            | Высшая позиция | Высшая позиция | Высшая позиция | Высшая позиция | Высшая позиция | Высшая позиция |
| Название                     | Детали                                            | UK             | AUS            | BEL            | SWI            | FRA            | US Dance       |
| ---------------------------- | ------------------------------------------------- | -------------- | -------------- | -------------- | -------------- | -------------- | -------------- |
| Attack Decay Sustain Release | - Релиз: 18 июня 2007 - Лейбл: Wichita/Interscope | 59             | —              | —              | —              | 191            | 11             |